# La Cascade des loups
La Cascade des loups est un roman d'Antonin Malroux publié en 2012.

## Résumé
En 1924 à Braillac (Auvergne), Émile et Marie sont paysans et ont Emma, 19 ans. Elle part avec Ludovic, Parisien. En 1925 elle annonce avoir eu Denis. Elle revient en 1927, laisse Denis et repart. Émile va à Paris en 1933 et apprend sa disparition. Il dit à Denis qu'elle a rejoint Ludo aux États-Unis. Il lui dit le vrai en 1937. Il a son certif en 1938 et fait son apprentissage avec Émile. Il épouse Juliette en 1948, qui a Paul en 1949 et Olivier en 1950. Ils entrent vers 1953 dans la maison bâtie par Émile qui meurt en 1961. Emma revient en 1964. Un jour, elle dit à Denis que Ludo est mort en 1926 puis on l'a prostituée. Le lendemain, elle se suicide à la cascade des loups, où Émile l'emmenait petite.